# Baie-Sainte-Claire
Pour les articles homonymes, voir Sainte-Claire (homonymie).
Baie-Sainte-Claire est un ancien village du Québec situé dans la municipalité de L'Île-d'Anticosti. La localité de Port-Menier se trouve à 13 km au sud-est de ce lieu-dit.

## Toponymie
Le premier nom du village fut Baie-des-Anglais ou English Bay. Le 2 juin 1896, il fut ensuite renommé Baie-Sainte-Claire par Henri Menier, le propriétaire de l'île à cette époque, en l'honneur de sa mère.

## Histoire
Plusieurs familles acadiennes et terre-neuviennes s'y établissent pour y mener des activités de pêche vers la fin du XIXe siècle. Lors de l'acquisition de l'île par Henri Menier en 1895, ce dernier développa le village et en fit le centre administratif de l'île. Cependant, en raison de la difficulté d'y faire accoster des bateaux, il entamera la construction d'un nouveau village nommé Baie-Ellis en 1900.
Aujourd'hui, il subsiste encore deux maisons et quelques sépultures. Le terrain recouvert de foins est fréquenté par des cerfs de Virginie. À 3 kilomètres de là se trouve la Pointe-Ouest, un ancien phare où se trouve maintenant une petite auberge.